# Pavel Doležel
Pavel Doležel (Černá Hora, districte de Blansko, 30 de novembre de 1940) va ser un ciclista txecoslovac, d'origen txec, que combinà la pista amb la carretera.

## Palmarès en ruta
- 1964
  - Vencedor d'una etapa a la Cursa de la Pau
- 1965
  - 1r a la Volta a Escòcia
  - Vencedor d'una etapa a la Cursa de la Pau